# Scott Porter

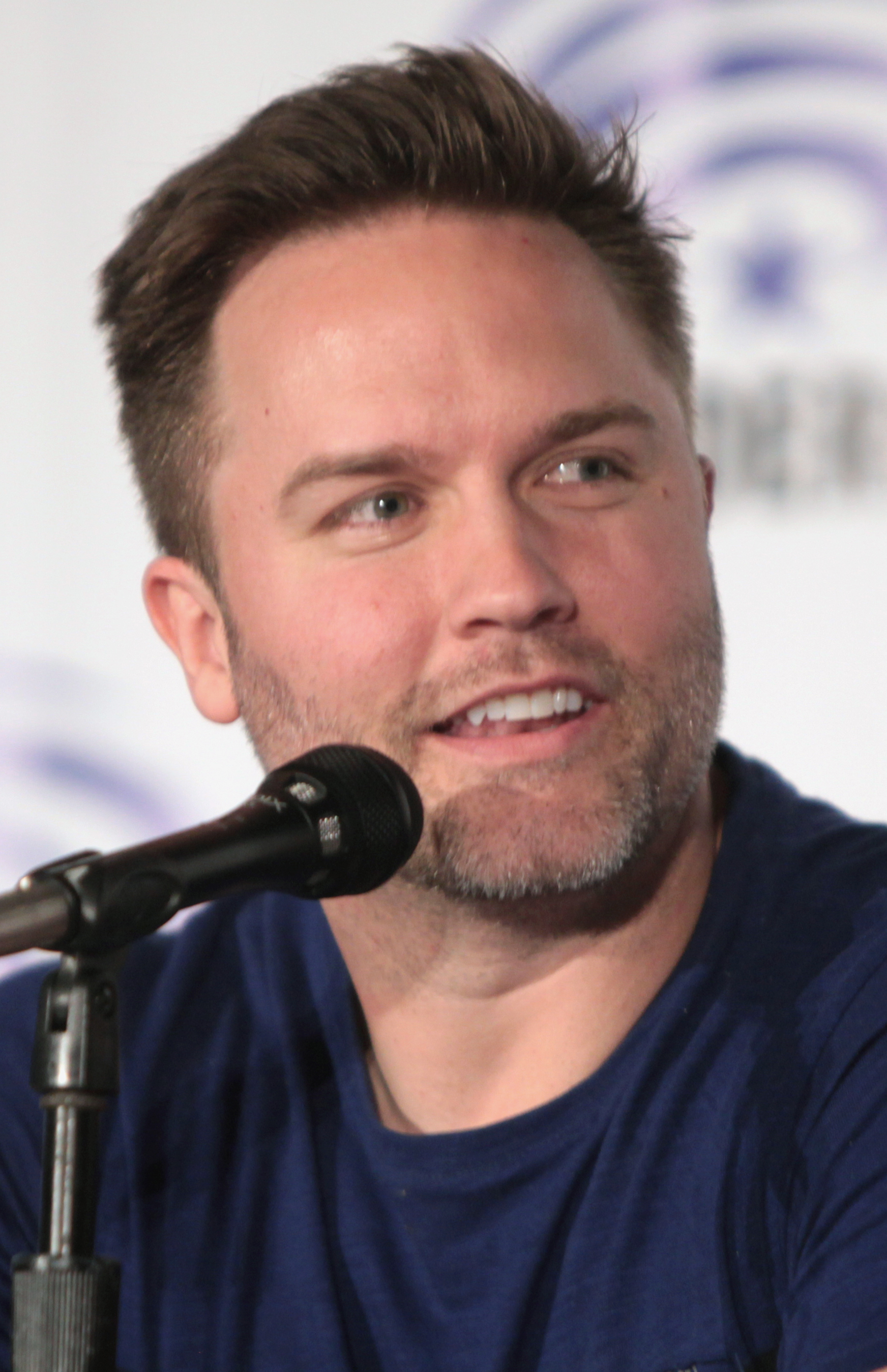
Scott Porter auf der WonderCon 2016

Matthew Scott Porter (* 14. Juli 1979 in Omaha, Nebraska) ist ein US-amerikanischer Schauspieler, der vor allem als Jason Street in der Fernsehserie Friday Night Lights bekannt ist.

## Leben
Scott Porter wurde in Nebraska als Sohn von Butch und Robin Porter geboren und wuchs mit zwei jüngeren Geschwistern, einem Bruder und einer Schwester auf. Er besuchte die Lake Howell High School in Winter Park, Florida, spielte dort als Wide Receiver im Footballteam und graduierte 1997. Daraufhin studierte Porter an der University of Central Florida.
Nachdem Scott Porter nach New York umgezogen war, erhielt er Rollen in zwei Off-Broadway-Musicals, Altar Boyz und Toxic Audio. Nach Auftritten in der Soap Jung und Leidenschaftlich – Wie das Leben so spielt, The Bedford Diaries und Alles Betty! erhielt er eine Hauptrolle in der NBC-Serie Friday Night Lights. Zwei Staffeln lang spielte er Jason Street, den Quarterback der Dillon Panthers, der verletzt wird und daraufhin querschnittsgelähmt im Rollstuhl sitzt. In der dritten und fünften Staffel der Serie hatte Porter noch Gastauftritte. Daraufhin spielte in mehreren Filmen mit. So etwa in Prom Night, Speed Racer und Bandslam – Get Ready to Rock!. In den Serien Caprica und Good Wife hatte Porter wiederkehrende Gastrollen. Als Sprecher war er in den englischen Versionen von Marvel Animes zu hören.
Von September 2011 bis März 2015 spielte er die Rolle des George Tucker in der Fernsehserie Hart of Dixie.
Von März bis Mai 2024 nahm Porter als Gumball an der elften Staffel der US-amerikanischen Version von The Masked Singer teil, in der er den zweiten Platz erreichte.
Scott Porter heiratete im April 2013 eine Casting-Direktorin. Porter hat zwei Kinder, einen Sohn (geboren im Mai 2015) und eine Tochter (August 2017).

## Filmografie
- 2006: Jung und Leidenschaftlich – Wie das Leben so spielt (As the World Turns, Fernsehserie, 4 Folgen)
- 2006: The Bedford Diaries (Fernsehserie, 2 Folgen)
- 2006: Alles Betty! (Ugly Betty, Fernsehserie, Folge 1x01)
- 2006–2010: Friday Night Lights (Fernsehserie, 40 Folgen)
- 2007: Descent
- 2007: Mitten ins Herz – Ein Song für dich (Music and Lyrics)
- 2008: Prom Night
- 2008: Speed Racer
- 2009: Bandslam – Get Ready to Rock! (Bandslam)
- 2009: The Good Guy – Wenn der Richtige der Falsche ist (The Good Guy)
- 2009: Robot Chicken (Fernsehserie, Folge 4x08, Stimme)
- 2009: Masterwork (Fernsehfilm)
- 2010: Hit Me (Kurzfilm)
- 2010: Nomads (Fernsehfilm)
- 2010: Das Leuchten der Stille (Dear John)
- 2010: Caprica (Fernsehserie, 9 Folgen)
- 2010–2011: Good Wife (The Good Wife, Fernsehserie, 14 Folgen)
- 2011: 10 Years
- 2011: Marvel Anime: Wolverine (Fernsehserie, Folge 1x06, Stimme von Cyclops)
- 2011: Marvel Anime: X-Men (Fernsehserie, 12 Folgen, Stimme von Cyclops)
- 2011–2015: Hart of Dixie (Fernsehserie, 76 Folgen)
- 2013: Die To-Do Liste (The To Do List)
- 2013–2014: The Walking Dead Game – Season Two (Videospiele, Stimme von Luke)
- 2015: Parenthood (Fernsehserie, Folge 6x13)
- 2015: Minecraft: Story Mode (Videospiel, Stimme von Lukas)
- 2016: Scorpion (Fernsehserie, 13 Folgen)
- 2016: Rosewood (Fernsehserie, Folge 1x13)
- 2017: Madden 18 – Longshot (Videospiel)
- 2018: Madden 19 – Longshot 2 (Videospiel)
- 2019: Charmed (Fernsehserie, Folge 1x12)
- 2021: Lucifer (Fernsehserie, 2 Folgen)
- seit 2021: Ginny & Georgia (Fernsehserie)
- 2024: The Masked Singer (Fernsehsendung, Teilnehmer Staffel 11, 2. Platz)